# Kamtakker
Kamtakker er trappelignende afslutninger på trekantede gavle: På toppen af en endemur bliver mursten eller sten stablet i trin som dekoration.
Tidlige eksempler på kamtakker findes fra 1400-tallet i Danmark, England, Letland, Litauen, Schweiz, Sverige og Tyskland.
Flere danske middelalderkirker har kamtakker.
I Skotland har kamtakker været brugt i 1500-tallet. Eksempler ses på Muchalls Castle, Monboddo House og Stonehaven Tolbooth, der alle er sene 1500- eller 1600-tals bygninger. Fra 1800-tallet findes eksempler fra Nordamerika, og kamtakker blev også anvendt i nyrenæssance og hollandsk koloniarkitektur.